# Tragia laciniata
Tragia laciniata är en törelväxtart som först beskrevs av John Torrey, och fick sitt nu gällande namn av Johannes Müller Argoviensis. Tragia laciniata ingår i släktet Tragia och familjen törelväxter. Inga underarter finns listade i Catalogue of Life.